# Hyophila kurziana
Hyophila kurziana là một loài rêu trong họ Pottiaceae. Loài này được Gangulee mô tả khoa học đầu tiên năm 1966.